# Made In Space, Inc.
Made In Space, Inc. és una empresa amb seu als Estats Units, especialitzada en l'enginyeria i fabricació d'impressores tridimensionals per al seu ús en condicions de Microgravetat. Amb seu a Mountain View, Califòrnia a Moffett Field, la impressora Made In Space 3D (impressora Zero-G) va ser el primer dispositiu de fabricació en l'espai.

## Història
Made In Space va ser fundada l'agost de 2010 per Aaron Kemmer, Jason Dunn, Mike Chen i Michael Snyder durant el programa d'estudis de postgrau de Singularity University d'aquell any. La seva missió principal és permetre que la humanitat es converteixi en una espècie multiplanetària. A la primavera de 2011, Made In Space va crear el seu Laboratori d'Impressió 3D, a l'Ames Research Center de la NASA, a Moffett Field, Mountain View, Califòrnia. Aquell estiu, se'ls va concedir vol suborbital, a través del programa d'oportunitats de vol de la NASA. De juliol a setembre de 2011, l'equip de Made In Space va realitzar més de 400 paràboles de prova de microgravetat, a l'avió de gravetat reduïda de la NASA (el "Vomit Comet"), provant la seva impressió 3D en microgravetat. Amb aquest concepte provat, Made In Space va ser guardonat amb la NASA per la Small Business Innovation Research de la Fase 1 (SBIR), per al disseny d'una impressora 3D per ser provada a l'Estació Espacial Internacional (ISS).
El gener de 2013, Made In Space va ser guardonat amb la Fase 2 de l'SBIR, per la NASA, per construir i qualificar una planta de fabricació d'additius, amb el seu impressora 3D, per a l'Estació Espacial Internacional (ISS). La Fase 3 va ser adjudicada al febrer de 2013 com un contracte únic per enviar la seva impressora 3D a la ISS. Al maig, la NASA i Made In Space van anunciar la impressió 3D a l'Experiment Zero-G, que posaria la impressora 3D a la ISS.
Al maig de 2014, la NASA va atorgar a Made In Space un contracte de fase 1 SBIR per al desenvolupament d'una unitat de reciclatge, per utilitzar amb la impressora 3D en la ISS i pel seu projecte de microplaques. Poc després, Made In Space va ser guardonat amb un premi de la consciència de Vol Espacial de la ISS. Aquest premi honora "equips que han millorat significativament l'eficiència, el cost o les capacitats dels vols espacials."
El juny de 2014, Made In Space, Inc. va mostrar les seves capacitats de fabricació en l'espai a la Casa Blanca Maker Faire.
El diumenge 21 de setembre de 2014 a la 01:52 EDT (0552 GMT), la impressora Zero-G de Made In Space va ser llançada des de Cap Canaveral, Florida per a la ISS, a bord del Space X CRS-4. El 17 de novembre, l'astronauta Barry "Butch" Wilmore va descomprimir la impressora 3D del seu embalatge de llançament. El 24 de novembre, aproximadament a la 01:28 pm PST, Made In Space va imprimir amb èxit la primera part fabricada en l'espai. L'11 de desembre de 2014, a la Universitat d'Autodesk 2014, el cap oficial d'estratègia i cofundador, Mike Chen, va revelar la primera aplicació funcional de Made In Space, sivella desenvolupada per l'astronauta de la NASA, Yvonne Cagle. Aquesta sivella és part de l'equip d'exercici per ajudar amb la reducció de la pèrdua muscular en entorns de gravetat zero.
El 12 de desembre de 2014 el museu de disseny Cooper Hewitt Smithsonian va reobrir després de 3 anys de renovació, com el nou Cooper Hewitt. Dedicat al disseny contemporani i històric, la impressora Made In Space 3D va ser una de les seves grans exposicions de reobertura, en la seva àrea d'exposició d'Eines: Estenent el nostre abast. La impressora Zero-G va ser presentat juntament amb rèpliques de 13 dels primers 21 objectes impresos en l'espai i una rèplica de la placa col·locada a la impressora, el qual va ser creat per Jon Lomberg, l'artista que va dissenyar el disc d'or de la Voyager.
El 17 de desembre de 2014, la primera eina d'enllaç ascendent, un trinquet, es va fabricar a la ISS. Abans de la impressió del trinquet, tots els altres articles fabricats s'imprimien prèviament a la impressora, abans de la seva posada en marxa, i els arxius estaven disponibles a través d'una targeta SD iniciada amb la impressora. Els arxius de trinquet van ser enviats de l'oficina de Made In Space a l'estació espacial ISS. El trinquet va durar quatre hores per imprimir.

## Impressió 3D en la demostració de tecnologia Zero-G
Anunciada al maig de 2013, la NASA i Made In Space es van associar per enviar la primera impressora 3D a l'espai, coneguda com a imprimir 3D a la Demostració de Tecnologia Zero-G (també coneguda com a Impressió 3D en Experiment Zero-G o Impressió 3D en Zero-G). L'objectiu científic d'aquest experiment és demostrar que una impressora 3D podria ser desenvolupada per al seu ús en gravetat zero. Aquest experiment "és el primer pas cap a l'establiment d'un taller de maquinària a demanda en l'espai, un component crític per a les missions tripulades a l'espai profund i la fabricació a l'espai."
Integrat a una Microgravity Science Glovebox (MSG), en català es podria dir "Caixes d'eines per a la ciència de la microgravetat", la impressió 3D a Zero-G és un experiment de prova de concepte. Inclou la impressió de diverses còpies dels elements planificats per provar diverses variables, incloses: dimensions, adhesió de capes, resistència a la tracció, flexibilitat i resistència a la compressió. Coneguts com a "cupons", aquests articles seran provats per la Societat Americana de Proves i Materials (ASTM) i comparats amb els articles duplicats impresos a la Terra. Les comparacions d'aquests cupons fabricats en l'espai i terrestres s'utilitzaran per refinar encara més la futura impressió en 3D en l'espai.

### La placa d'or Jon Lomberg
Inspirat pel treball de Jon Lomberg en el disc d'or de la Voyager disc d'or de la Voyager, Lomberg va treballar amb Made In Space per crear la làmina d'or, per commemorar la primera fabricació d'alguna cosa en l'espai. Està unit internament, de manera que és visible a través de la finestra de visualització frontal.
La Placa d'Or presenta imatges que simbolitzen tant en la impressió 3D en el projecte Zero-G, com també les persones que han contribuït a portar el projecte a bon terme. Aquestes característiques inclouen: 27 estrelles, el que representa 16 contribuents clau del Centre de Vol Espacial Marshall, 10 empleats clau de Made In Space, Inc. i Jon Lomberg, 1 cometa per simbolitzar a totes les altres persones que van donar suport a Made In Space i Star Trek, l'eslògan de Jean Luc Picard, "que així sigui" en binari, que simbolitza la funcionalitat que la impressora 3D que aporta a la ISS.

## Additive Manufacturing Facility
A partir de febrer de 2015, l'addició Additive Manufacturing Facility (AMF) a la ISS estava programada per al desplegament el 2015. Aquesta instal·lació de Nanobastidors, amb la impressora Made In Space Zero-G, va ser dissenyada per ser usada per fabricar peces tant per a la NASA com per a altres agències espacials, segons sigui necessari en la ISS. A més, es pretenia que la fabricació d'espai additiu fos també comercial, amb l'AMF, per a qualsevol persona d'arreu del món.

## Reciclatge de plàstic de la impressora 3D
El 2014 la NASA va seleccionar a Made In Space com una de diverses companyies per desenvolupar un reciclador de material imprès 3D a la ISS. En la sol·licitud de seguiment Made In Space no es va seleccionar per a la fase II SBIR.

## La sivella de la Dra. Cagle Buckle
Una de les primeres parts funcionals que es fabricaran en l'espai serà una sivella dissenyada per l'astronauta de la NASA, la Dra. Yvonne Cagle. utilitza amb material estirable ja en l'ISS, aquesta sivella serà utilitzada per mesurar l'àcid làctic en els músculs, durant l'exercici. En traslladar aquest àcid làctic, els astronautes podran exercir de manera més eficient i eficaç, prevenint l'atròfia muscular i millorant la salut cardiovascular dels astronautes. Abans de la capacitat de fabricar la sivella en l'espai, una de les preocupacions de disseny era fer que fos prou fort com per suportar les forces de llançament. Ara, la sivella de pes lleuger està dissenyada per a la funcionalitat, sense els problemes de les càrregues del llançament.